# Alice Upside Down
 Alice Upside Down  comèdia estatunidenca dirigida per Sandy Tung el 2007 i produïda per Disney per a la televisió. És una adaptació cinematogràfica de la sèrie Alice escrit per Phyllis Reynolds Naylor. La pel·lícula va ser rodada a Bishop Dubourg High School a Saint Louis (Missouri).
S'hi troba, entre d'altres, Lucas Grabeel (High School Musical), Alyson Stoner (Camp Rock) i Luke Perry (Beverly Hills 90210).

## Argument
Alice McKinley (Alyson Stoner) és una noia d'11 anys que s'està encarant amb molts desafiaments. La seva mare Marie va morir quan era petita, i realment mai no la va arribar a conèixer. Viu amb el seu germà Lester (Lucas Grabeel) i el seu pare, Ben (Luke Perry). Llavors es traslladen a una casa nova, i els veïns Elizabeth (Parker McKenna Posey) i la seva mare intenten presentar-se. L'endemà Alice se'n va a escola amb Elizabeth, i li diu que està realment nerviosa. Coneix un xicot, Patrick (Dylan McLaughlin). Fent cua descobreix els seus professors, i Alice realment espera estar a la classe de Miss Cole (Ashley Drane). Però en canvi acaba amb Mrs. Plotkin (Penny Marshall) que li fa passar magra. Alice prova per a una obra. La classe de Cole ho dirigeix, i vol el paper de princesa. Però no pot realment cantar tan bé, i el seva murria rival Pamela (Bridgit Mendler) l'aconsegueix en canvi.

## Repartiment
- Alyson Stoner: Alice McKinley
- Lucas Grabeel: Lester
- Luke Perry: Ben McKinley
- Penny Marshall: Mrs. Plotkin
- Dylan Mclaughlin: Patrick Loughton
- Parker McKenna Posey: Elisabeth Price
- Bridgit Mendler: Pamela Jones